# Vídáme se jen na svatbách a funusech
Vídáme se jen na svatbách a funusech (v anglickém originále We Only See Each Other at Weddings and Funerals) je 1. díl 1. řady amerického superhrdinského seriálu Umbrella Academy. Měl premiéru 15. února 2019 na Netflixu společně s celou první řadou.

## Děj
Dne 1. října 1989 porodilo 43 žen bez toho, aniž by prokazovaly známky těhotenství. Sedm z těchto dětí adoptoval výstřední miliardář Sir Reginald Hargreeves a proměnil je v tým superhrdinů známý jako „Umbrella Academy“. V současnosti pět z těchto dětí, nyní již dospělých, žije své vlastní životy. Luther „Číslo 1“ žije na Měsíci, Diego „Číslo 2“ zachraňuje oběti loupežného přepadení,  Allison „Číslo 3“ se prochází po červeném koberci na filmové premiéře, Klaus „Číslo 4“ opouští odvykací centrum a okamžitě začíná užívat drogy a Vanya „Číslo 7“ hraje na housle. 
Po zhlédnutí zpráv se všichni dozvědí o smrti jejich otce sira Reginalda Hargreevese. Rozhodnou se proto znovu sejít, aby zjistili jeho příčinu smrti. Poté, co Luther navštíví jeho ložnici, začne mít podezření, že byl zavražděn jedním z jeho sourozenců, protože chybí jeho monokl. Diego ujišťuje Luthera, že ve zprávě koroner uvedl, že Reginald Hargreeves zemřel na srdeční selhání, ale Luther nepřestává ostatní podezřívat. Ve vzpomínce na první veřejné vystoupení Akademie úspěšně zastavila bankovní loupež. Reginald akci sleduje ze střechy společně s Vanyou, která se ptá, proč jim nemůže pomoct. Reginald říká Vanye, že není speciální, a později v rozhovoru veřejnosti říká, že adoptoval šest dětí místo sedmi.
Zpět v přítomnosti bouře způsobí, že sourozenci vyjdou ven. Jakmile všichni vyjdou ven, sledují, jak mladý Pětka „Číslo 5“, jeden ze sourozenců, dorazí do Akademie skrze zvláštní kouli modré energie. Pětka vysvětluje, že cestoval do budoucnosti, a když se vrátil, zůstal ve svém 13letém těle, ačkoli ve skutečnosti je 58letým mužem. Později uspořádají pohřeb pro sira Reginalda Hargreevese. Reginald ve vzpomínkách děti trénuje a sleduje je. Všem dává na zápěstí vytetovat deštník, kromě Vanyi, která si perem kreslí vlastní tetování.
V přítomnosti Pětka navštíví kavárnu, v níž zabije několik mužů, kteří se ho snaží unést. U řeky se ukáže, že Diego sebral otcův monokl, který vysypal do řeky. Klaus, který má schopnost komunikovat s mrtvými, začíná komunikovat se svým zesnulým sourozencem Benem „Číslo 6“. Díl končí tím, že Pětka navštíví Vanyu, které řekne, že za osm dní skončí lidstvo, ale neví jak a proč.

## Vývoj
Scénář k dílu napsal vývojář seriálu Jeremy Slater. Úvodní scéna byla natáčena ve Wallace Emerson Community Centre, scény z banky byly natáčeny v LIUNA Station a představení Vanyi se natáčela v Elgin Theatre.